# Phaulomyrma javana
Phaulomyrma javana är en myrart som beskrevs av Wheeler 1930. Phaulomyrma javana ingår i släktet Phaulomyrma och familjen myror. Inga underarter finns listade i Catalogue of Life.